# Anaun
L'Anaun (in russo Анаун?) è uno stratovulcano estinto situato nella parte centrale della Kamčatka, in Russia. Fa parte della Catena Centrale.

## Descrizione
L'Anaun iniziò a formarsi più di 10 mila anni fa. La sua età è il Quaternario superiore (Olocene). Si trova a nord del villaggio di Anavgai, vicino al fiume Anavgai. Ha un'altezza assoluta di 1828 m. La data dell'ultima eruzione è sconosciuta. Sulla sommità del vulcano è presente un cratere e ai suoi piedi sono presenti numerosi coni laterali.